# جدلا (كتاب)
جدلا: مقالات لكريستوفر هيتشنز كتابٌ صادر عام 2011 من تأليف كريستوفر هيتشنز، يتكوّن من نحو 107 مقالًا تتناول موضوعات مختلفة سياسيّة وثقافيّة. نُشرت المقالات سابقًا في ذا أتلانتيك، سيتي جورج City Journal، نيو ستيتسمان، غارديان، نيوز ويك Newsweek، نيووريك تايمز بوك ريفيو The New York Times Book Review، وال ستريت جورنال The Wall Street Journal، ويكلي ستاندارد The Weekly Standard وفانيتي فير Vanity Fair. يحتوي الكتاب أيضًا على مقدّمات كتبها هيتشنز لطبعات جديدة لمجموعة من النصوص الكلاسيكيّة مثل رواية مزرعة الحيوان لجورج أورويل ورواية رجلنا في هافانا لغراهام غرين. وكانت تعليقات النقّاد على الكتاب إيجابيّة للغاية.

## الاستقبال
كتب فريد إنجلز Fred Inglis مراجعة إيجابيّة للغاية عن الكتاب في ذا إندبندنت أطلق عليها عنوان «مُعلِّم النثر» يكتب بطريقة جدليّة بحيث يجعل كل المواضيع تتراص بعد استدعائها ثم تُحاكم بعدالة لا تعرف الرحمة. يمدح إنجلز أيضًا المقالات التي تتناول النقد الأدبيّ بأنها «مُحكمة الصياغة، فكاهيّة وبليغة، لاذعة ومحببة للنفس». وكُتب عن الكتاب في مجلة مراجعات الكتب كيركاس ريفيوز Kirkus Reviews بأن الكتاب: «بالرغم من أنه يتناول غالبًا الموضوعات العابرة، لا تسقط قيمة كتاباته مع الزمن. فتلك مجموعة أخرى من الحُجج الجدليّة والمدنيّة العاديّة تستحق الاهتمام، من أكثر المُفكرين تفكيرًا».
أشاد تشارليز فوران Charles Foran من «ذا جلوب ميل The Globe and Mail» الكتاب واصفًا إياه بأنه «750 صفحة من الحُجج الذكيّة والتحقيقات الصحفيّة». وكتب أن هذا العمل هو ركن أساسيّ في شهرة هيتشنز ككاتب مقالات ومعلق صحفيّ. بيل كيلر Bill Keller من نيويورك تايمز The New York Times أطلق على هيتشنز "مُفكرنا الأقوى، المرِح ومثير الغضب، إن لم يكن بنفس القدر فإنه يثيرهما بنفس الذكاء"، كما وصف مداه بالخارق اتساعًا وارتفاعًا. نيكولاس شكسبير Nicholas Shakespeare من «ذا ديلي تيليغراف The Daily Telegraph» أثنى على الكتاب بوصفه أنه «هائل» كما كتب: «لا يمكنني أن أفكر في شخص آخر يمكنه أن يطرح مثل تلك المواضيع المتشعّبة بنفس الذكاء والشغف الذين لدى هيتشنز».
انتقد جون غراي John Gray في نيو ستيتسمان آراء هيتشنز عن إرهاب القرن الواحد والعشرين قائلًا «إنّ الكاتب يغض الطرف عن الواقع عندما لا يتوافق مع معتقده» لكنه بالرغم من ذلك وصف الكتاب بأنه «وصيّة من شخص ذي عقل مذهل» وأشاد به باعتباره «واحد من أعظم كُتاب الإنجليزيّة الأحياء» وأثنى خصيصًا على مقال «متلازمة فيتنام The Vietnam Syndrome». وفي مراجعة مختلطة كتبها فنتون أووتول Finton O'Toole لـ«ذا أوبزرفر The Observer» بأنه المُحقق الصحافيّ الأكثر إثارة للعواطف، و«الأكثر سهولة في قراءة أعماله بزمنه»، مع اتهامه بأنّه يقيم إدعاءات بلا أدلة. وحذّر: «تلك اللحظات الحزينة عندما تذبل فكرة في الفراغ، تلك اللحظات التي يكون فيها هيتشنز مجرد ممول أرثوذكسيّ للقوميّة الأمريكيّة». استنتج أووتول: «إنّ هيتشنز [...] صحافيّ عظيم يسقط في فخ المحافظين الجدد».
صنّف جيمس لي James Ley من صحيفة «ذا سيدني مورنينج هيرالد The Sydney Morning Herald» عام 2016 كتاب «جدلا» ضمن أفضل مؤلفات هيتشنز كصحافيّ وناقد أدبيّ ومعلق ثقافيّ.

## الجوائز
- جائزة أفضل كتاب في العام 2011 من نيويورك تايمز[9]
- جائزة فن المقال من PEN/Diamonstein-Spielvogel عام 2012

## الكتب المراجعة
- الأقليّة الأخلاقيّة: آباءنا الشكاكون المؤسسون، من كتابة بروك آلين
- أسرار جيفرسون: الموت والرغبة في مونتيشيللو لـ«أندرو بورستين» Burstein
- بنيمامين فرانكلين الحقيقي لـ«جيري وينبيرغ»
- جون براون، المناهض لـ«ديفيد سـ. رينولد»
- مارك توين المتفرد لـ«فريد كابلان»
- الأدغال لـ«أبتون سينكلير»
- حياة غير مكتملة: جون كيندي 1917-1963 لـ«روبرت داليك»
- عن حياة إبراهام لينكولن لـ«مايكل بورلينغيم»
- روايات 1944-1953: الرجل المتدلي، الضحيّة، مغامرات أنغوي مارش. وروايات 1956-1964: اغتنم اليوم، هيندرسون ملك المطر. لـ«سول بيلو»
- لوليتا لـ«فلاديمير نابوكوف» والحواشي الخاصة بالرواية التي أضافها ألفريد آبل
- اعتبارات لازمة: مقالات وانتقادات لـ«جون أبلايك»
- تاريخ المتحدثين بالإنجليزيّة منذ 1900 لـ«أندرو روبرتس»
- الهيمنة: قوة الإنسان ومعاناة الحيوان والدعوة للرحمة، لـ«ماثيو سكلي»
- ساحة الذئب لـ«هيلاري مانتيل»
- تأملات حول الثورة في فرنسا لـ«إدموند بيرك» ومراجعة فرانك تيرنر
- السيرة الذاتيّة لسامويل جونسون، من تأليف بيتر مارتن
- بوفار وبوشيه لـ«جوستاف فلوبير» ترجمه من الفرنسيّة للإنجليزيّة مارك بولزيزتي
- تشارليز ديكنز لـ«مايكل سلاتر»
- برقيات من منبر نيويورك: مقالات مختارة من كارل ماركس مراجعة جيمس ليدبيتر ومقدمة فرانسيس وين
- الشاعر إرزا باوند، الجزء الأول 1885-1920 لـ«ديفيد موودي»
- ديكا: رسائل جيسيكا ميتفورد، لـ«بيتر واي. سوسمان»
- حياة سومرست موغام لـ«جيفري ميرز»
- حياة وديهاوس لـ«روبرت ماكروم»
- لإبقاء العجلة دائرة: ذكريات أنتوني بويل
- حياة غراهام غرين، الجزء الثاني 1955-1991 لـ«نورمان شيري»
- رسائل إلى مونيكا، لـ«فيليب لاركين» مراجعة أنتوني ثويت
- السيرة الذاتيّة المحققة لستيفن سبيندر لـ«جون سوثرلاند»
- القصص الكاملة لـ«ج. بالارد»
- ساكي غير المحتمل لـ«ساندي بيرن»
- حرب السلام الوحشيّة: الجزائر 1954-1962 لـ«أليستار هورن»
- معرفة خطرة: الاستشراق ومساوئه لـ«روبرت إروين»
- الاستشراق لـ«إدوارد سعيد»
- هاري بوتر ومقدّسات الموت لـ«ج. ك. راولنج»
- معركة الحريّة: أصول التدخل الإنسانيّ لـ«غاري ج. باس»
- قضيّة الرفيق تولايف وذكريات الثوريّ لـ«فيكتور سيرج»
- حياة مالرو لـ«أوليفر تود»
- كويستلر: الأوديسة الأدبيّة والسياسيّة لشكاك القرن العشرين، لـ«مايكل سكامل»
- أوقات غريبة يا عزيزي: مختارات من الأدب الإيرانيّ المعاصر، لـ«ناهد موزافاري»
- كوبا الرعب: الضحك والعشرين مليونًا، لـ«مارتن أميس»
- هتلر: 1889-1936: الغطرسة، لـ«آيان كيرشو»
- الأقل شرًا: مذكرات 1945-1959، لـ«فيكتور كليمبرر»* تشرتشل وهتلر والحرب غير الضروريّة، لـ«بات بوشانان»
- الدخان البشريّ، لـ«نيكولسون باكر»
- عن التاريخ الطبيعي للتدمير، لـ«دبليو. ج. سيبالد»

## مقدمات الكتب
- الحَمل الأسود والصقر الرماديّ، لـ«ريبيكا ويست»
- مزرعة الحيوان، لـ«جورج أورويل»
- رجلنا في هافانا، لـ«غراهام غرين» بيت الأرواح، لـ«إيزابيل الليندي»